# Gideon Raff

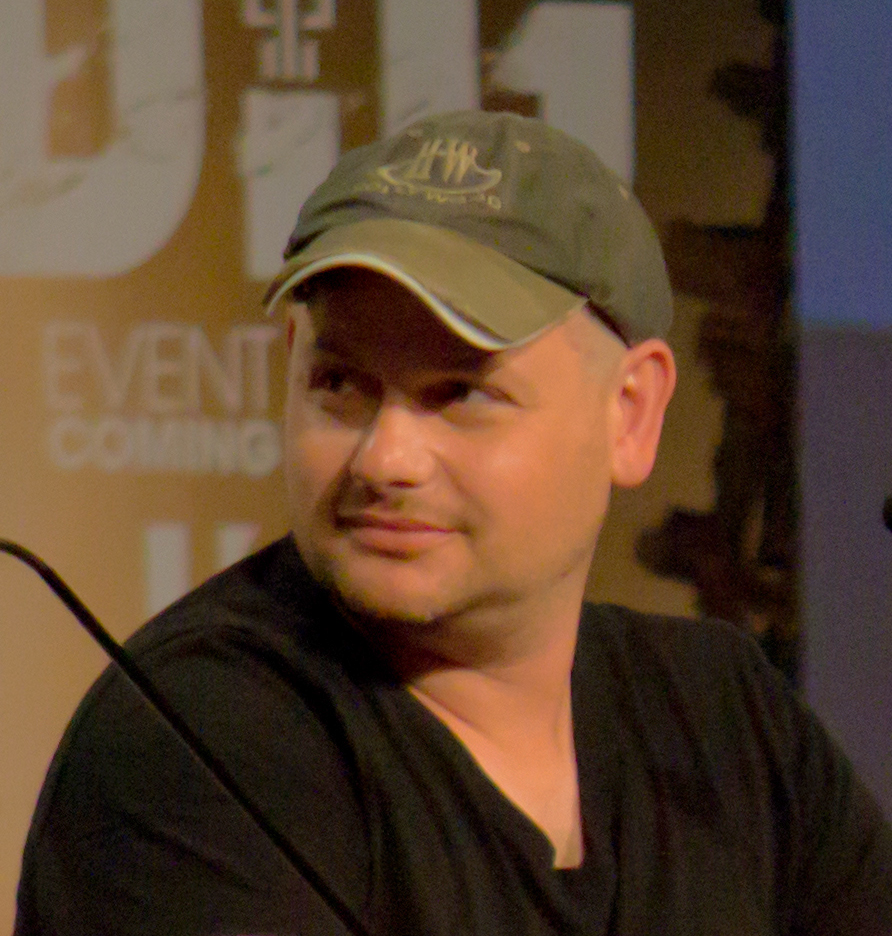
Gideon Raff (2014)

Gideon „Gidi“ Raff (auch Raff Gideon, * 1973 in Jerusalem) ist ein israelischer Drehbuchautor, Regisseur und Filmproduzent. Seine 2010 begonnene Serie Hatufim – In der Hand des Feindes gewann mehrere Preise und erlangte besonders durch die Adaption Homeland weitreichende Bekanntheit.

## Leben
Raffs Vater war Vorstand der Bank Leumi. Im Alter zwischen zwei und sechs Jahren lebte er in den USA. Nach seinem Wehrdienst in den Israelischen Verteidigungsstreitkräften erlangte er einen Abschluss im Fach Film an der Universität Tel Aviv. Während der Dotcom-Blase war er Content-Manager eines Start-Ups und schrieb eine Kolumne darüber für die Zeitung Maariw. Diese wurde in dem Buch „Diary of a Start-Upper On The Way To Mecca“ gesammelt veröffentlicht. Er erlangte später einen Master of Arts für Film an der University of San Francisco. Raff lebt mit seinem Partner in Los Angeles. 2012 war er Teil einer Kampagne Petas gegen den Gebrauch lebender Tiere zur Übung für Operationen durch Ärzte im US-Militär.
An der Serie Homeland war Raff seit 2011 als Executive Producer beteiligt. Er entwickelte mit Hatufim – In der Hand des Feindes das Original und war hierfür auch als Regisseur aktiv. 2003 hatte er mit dem Kurzfilm The Babysitter sein Regiedebüt gegeben. The Killing Floor aus dem Jahr 2007 war sein Spielfilmdebüt.

## Filmografie (Auswahl)
- 2003: The Babysitter
- 2007: The Killing Floor
- 2008: Train – Nächster Halt Hölle
- 2010–2012: Hatufim – In der Hand des Feindes (Fernsehserie)
- 2011–2020: Homeland (Fernsehserie)
- 2014–2016: Tyrant (Fernsehserie)
- 2019: The Red Sea Diving Resort[4]
- 2019: The Spy (Serie auf Netflix)

## Auszeichnungen
Gewonnen
- 2012: Writers Guild of America Award (WGA) für Homeland in „Beste neue Serie“
- 2012: Edgar Allan Poe Award für Homeland
- 2012: Emmy für Homeland in „Hervorragendes Drehbuch“ und „Hervorragende Drama-Serie“

Nominiert
- 2012: WGA für Homeland in „Beste Dramaserie“
- 2013: British-Academy-of-Film-and-Television-Arts-Award für Homeland
- 2013: Emmy für Homeland